# Cybaeus echigo
Cybaeus echigo är en spindelart som beskrevs av Kobayashi 2006. Cybaeus echigo ingår i släktet Cybaeus och familjen vattenspindlar. Inga underarter finns listade i Catalogue of Life.